# Калдоя, Каспар
Каспар Калдоя (эст. Kaspar Kaldoja; 1 января 1990, Кейла) — эстонский футболист, защитник.

## Биография
Воспитанник клуба «Кейла», в нём же начал взрослую карьеру в 2006 году в четвёртом дивизионе Эстонии. С 2007 года играл в системе таллинской «Флоры» за вторую команду клуба в первой лиге, а также за клубы низших лиг. Весной 2009 года выступал на правах аренды за клуб первой лиги «Валга Уорриор».
Летом 2009 года перешёл в клуб «Таммека» (Тарту). Дебютный матч в высшей лиге Эстонии сыграл 24 октября 2009 года против «Левадии», а первый гол забил 19 марта 2011 года в ворота «Вильянди». Всего за три с половиной сезона в составе «Таммеки» сыграл 73 матча и забил 6 голов в высшей лиге.
В 2013 году перешёл в таллинскую «Левадию», но в чемпионате страны выступал только за её второй состав, с которым стал победителем первой лиги 2013 года. В Кубке Эстонии провёл два матча за основную команду. В 2014 году перешёл в «Пайде ЛМ», где в первом сезоне был игроком стартового состава. На старте сезона 2015 года сыграл 3 матча за «Пайде», после чего завершил профессиональные выступления. Финалист Кубка Эстонии 2014/15, в этом розыгрыше сыграл один матч на ранней стадии. В конце карьеры играл на любительском уровне за «Кейлу».
Всего в высшей лиге Эстонии сыграл 106 матчей и забил 7 голов.
Выступал за сборные Эстонии младших возрастов, провёл не менее 35 матчей и забил не менее 5 голов. Участник Кубка Содружества 2012 года (4 матча, 2 гола).
После окончания игровой карьеры работает частным тренером по фитнесу.

## Личная жизнь
Отец, Тарго Калдоя (род. 1969) — тренер клуба «Кейла», в прошлом футболист. Брат Брайен (род. 1997) также был футболистом, играл за «Кейлу» и дубль «Левадии».